# Aloe pronkii
Aloe pronkii ist eine Pflanzenart der Gattung der Aloen in der Unterfamilie der Affodillgewächse (Asphodeloideae). Das Artepitheton pronkii ehrt Olaf Pronk aus Madagaskar.

## Beschreibung

### Vegetative Merkmale
Aloe pronkii wächst stammlos oder kurz unterirdisch stammbildend, ist einfach oder verzweigt gelegentlich. Die etwa 20 aufrecht-ausgebreiteten Laubblätter bilden eine Rosette. Sie sind an ihrer Basis deltoid, dann abrupt schmal linealisch und verschmälern sich zu einer spitzen Spitze. Die bräunlich grüne, klein und dicht warzige Blattspreite ist 10 bis 14 Zentimeter lang und 2 bis 2,5 Zentimeter breit. Die steifen, weißen, deltoiden Zähne am Blattrand sind 0,5 Millimeter lang und stehen 1 bis 3 Millimeter voneinander entfernt.

### Blütenstände und Blüten
Der einfache Blütenstand erreicht eine Länge von bis zu 15 Zentimeter. Die verlängert-konischen Trauben sind locker. Die bräunlich roten Brakteen weisen eine Länge von 2 bis 3 Millimeter auf. Die roten, weißlich gespitzten Blüten stehen an 7 Millimeter langen, roten Blütenstielen. Sie sind etwa 14 Millimeter lang. Auf Höhe des Fruchtknotens weisen die Blüten einen Durchmesser von 4 Millimeter auf. Ihre äußeren Perigonblätter sind auf einer Länge von 5,5 Millimetern nicht miteinander verwachsen. Die Staubblätter und der Griffel ragen nicht aus der Blüte heraus.

## Systematik und Verbreitung
Aloe pronkii ist auf Madagaskar auf Quarzitbergen in Höhen von etwa 1500 Metern verbreitet. Die Art ist nur vom Typusfundort bekannt.
Die Erstbeschreibung durch John Jacob Lavranos, Bakolimalala Rakouth und Thomas A. McCoy wurde 2006 veröffentlicht.

## Nachweise